# Ismael Diawara
Ismael Diawara, född 11 november 1994 i Örebro, Sverige, är en svensk-malisk fotbollsmålvakt som spelar för IK Sirius i Allsvenskan och Malis landslag.

## Klubblagskarriär

### Tidig karriär
Diawaras moderklubb är Rynninge IK. Han spelade fyra matcher i Division 2 2011. Säsongen 2012 spelade Diawara sex ligamatcher. Han spelade 22 ligamatcher säsongen 2013.
Efter säsongen 2013 provspelade han för IFK Mariehamn och Syrianska FC, men valde istället att i februari 2014 skriva på för division 1-klubben BK Forward. I februari 2015 skrev han på för norska Gjøvik-Lyn. I januari 2016 värvades Diawara av Landskrona BoIS. Inför säsongen 2017 gick han till Motala AIF.

### Degerfors IF
I januari 2018 värvades Diawara av Degerfors IF, där han skrev på ett tvåårskontrakt. Diawara gjorde sin Superettan-debut den 3 november 2018 i en 4–0-vinst över Gefle IF. I september 2019 förlängde han sitt kontrakt fram över säsongen 2021. Diawara spelade 21 ligamatcher under säsongen 2020, då Degerfors IF blev uppflyttade till Allsvenskan.

### Malmö FF
Den 11 augusti 2021 värvades Diawara av Malmö FF, där han skrev på ett 1,5-årskontrakt med option på ytterligare ett år.
Han debuterade för Malmö FF den 24 augusti 2021 i Champions League-kvalets sista omgång mot PFK Ludogorets Razgrad som slutade 2–1, efter att Johan Dahlin utgått skadad efter drygt 40 minuter. Resultatet säkrade Malmö FF:s plats i Champions Leagues gruppspel 2021/2022. Efter säsongen 2022 förlängde Diawara sitt kontrakt med Malmö FF fram till och med säsongen 2024.

### AIK
Den 28 december 2023 skrev Diawara på ett treårskontrakt med AIK, efter att klubben köpt ut honom från Malmö FF.
Han gjorde sin debut för AIK den 28 april 2024 i en 5–0-förlust mot sin gamla klubb Malmö FF. Efter att tydligt varit andramålvakt bakom Kristoffer Nordfelt säsongen 2024 fick Diawara göra sitt nästa framträdande för AIK den 19 augusti 2024 då han bytes in i den 74:e matchminuten efter att Nordfelt åkt på en skada i ett derby mot Djurgårdens IF. Diawara höll nollan i matchen som AIK vann med 2–0 på Tele2 Arena.

### Sirius
I januari 2025 blev Diawara klar för IK Sirius, där han skrev på ett treårskontrakt.

## Landslagskarriär
Diawara gjorde sin debut för Malis landslag i VM-kvalet den 14 november 2021 när Mali tog emot Uganda (1–0) på Stade d’Agadir i marockanska Agadir.

## Meriter
Malmö FF
- Svensk mästare: 2021, 2023
- Svensk cupvinnare: 2022